# 伊豆のなつ号
伊豆のなつ号（いずのなつごう）は、東急電鉄が運行する特別装飾列車。東急グループの伊豆急行および伊豆半島観光のPRを目的としている。
この項目では、2010年から始まった「早春の伊豆号」についても記述する。

## 概要
初走行は、2005年（平成17年）7月2日 - 24日の土・日曜日（17日を除く）で、東横線と乗り入れ先の横浜高速鉄道みなとみらい線で運行した。この企画が成功したため、翌2006年（平成18年）7月1日 - 31日にも田園都市線で運行し、その後2012年度まで時期に合わせて車体装飾を施した上で同線で営業運転した。2013年度は実に初登場以来となる東横線や東京メトロ副都心線などで運行された。

## 年度別の運行

### 2005年度（東横線）

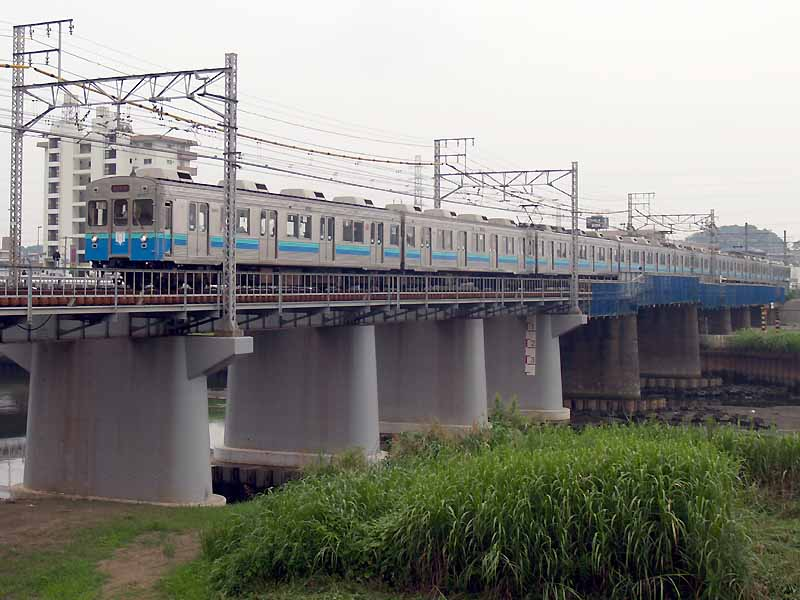
2005年度の「伊豆のなつ」号（8007F）
（2005年7月24日 東横線 綱島 - 大倉山）

2005年度は8000系8007Fを使用した。東横線で当時走行していた車両の中では最古参であり、新型車両の5050系投入によって同年6月末で通常の営業運用から離脱していた。この列車は急行として運転された。
運転本数は、渋谷 - 元町・中華街間が1往復半、渋谷 - 日吉間と日吉 - 元町・中華街間が各1本だった。また、8007Fは通常の営業運用から離脱した後に鷺沼留置線に留置されていた。これは運転期間中も続き、運転日には鷺沼 - 日吉間の回送列車が運行された。
「伊豆のなつ号」として運転するにあたり、伊豆急行8000系と同等のシールが車体側面と、先頭車の前面には既存の赤帯の上から貼り付けられた。また、車内掲出ポスターは伊豆急行関連や伊豆半島の各市町のものに統一された。この列車では乗務員が伊豆急行の制服を着用していた。
運転回数を重ねるごとに様々な装飾が加えられ、運転毎に変化を楽しむことができた。例えば、保安装置の表記、かつて伊豆急行100系で使用していた急行板のレプリカやシール製ヘッドマーク（東京急行⇔伊豆急行）の掲出などが挙げられる。最終日の24日には、先頭車の貫通扉窓の下部に「さよなら8007F」の特製ヘッドマークが貼付された。
運転終了後、8007FはインドネシアのPT Kereta Api (PT.KAI) に譲渡された。その際塗装の変更はされていなかったが、2008年夏に現地仕様の塗装に変更されている。

#### ダイヤ
急行とはいえ臨時ダイヤのため、「みなとみらい号」と同様に日吉駅で特急の通過待ちを行っていた。運行番号は「伊豆急」の語呂合わせで「129」を表示していた。なお、下記の時刻表は日吉を除き特急停車駅を抜粋している。
| 下り           | 下り        | 下り           | 駅名         | 上り        | 上り        |
| 1号            | 3号         | 5号            | 駅名         | 2号         | 4号         |
| -------------- | ----------- | -------------- | ------------ | ----------- | ----------- |
| -              | 12:37       | 14:37          | 渋谷         | 12:17       | 14:17       |
| -              | 12:41       | 14:41          | 中目黒       | 12:12       | 14:12       |
| -              | 12:48       | 14:48          | 自由が丘     | 12:03       | 14:03       |
| -              | 12:55       | 14:55          | 武蔵小杉     | 11:57       | 13:57       |
| （始発） 11:02 | 12:59 13:02 | 14:59 （終着） | 日吉         | 11:53 11:48 | 13:53 13:48 |
| 11:06          | 13:06       | -              | 菊名         | 11:42       | 13:42       |
| 11:14          | 13:14       | -              | 横浜         | 11:33       | 13:33       |
| 11:17          | 13:17       | -              | みなとみらい | 11:30       | 13:30       |
| 11:22          | 13:22       | -              | 元町・中華街 | 11:24       | 13:24       |

### 2006年度（田園都市線・東京メトロ半蔵門線・東武伊勢崎線・東武日光線）
前年度の成功を踏まえ、2006年度は田園都市線で運行された。使用車両は8500系8614Fである。前年度の8007Fと同様に伊豆急行8000系とほぼ同じハワイアンブルーの帯が巻かれたほか、車体側面にも各市町の写真のステッカーが掲出された。また、前年度と同様に車内にも伊豆半島の各市町のポスターが掲出された。
今回は、臨時列車の形態ではなく「一般営業列車」として通常ダイヤに組み込んで運行された。8614Fは東武乗入対応編成（2004年改造）のため､運用区間は田園都市線 - 東京地下鉄（東京メトロ）半蔵門線を介して東武鉄道伊勢崎線久喜駅・日光線南栗橋駅までの広範囲に及んだ。一般営業列車のため、運行番号も通常の番号（01K - 44K 但し他社車両による代走あり）である。そのため、車両は基本的に自分で探すしかなかったが、東急電鉄のニュースリリースにはイベントの日（主に運行初日や運行開始から最初の週末）に限り車両が発着する時刻が書かれている。
運行期間は同年7月1日 - 31日とされていたが、実際には6月29日から運用を開始した。また、7月31日以降も車内ポスターは9月末まで掲示、側面の観光地のステッカーは12月下旬まで掲示された。11月19日には南栗橋車両管理区で開催された東武ファンフェスタでの撮影会では東武鉄道の代表的な車両とともに展示された。
2007年度は「伊豆のなつ」号が運転されていなかったが、8614Fの車体装飾はそのままで引き続き田園都市線および東京メトロ半蔵門線・東武伊勢崎線・日光線で運用された。

### 2008年度（田園都市線・東京メトロ半蔵門線・東武伊勢崎線・東武日光線）
2008年度も田園都市線で運行されていた。2006年度に運行された8500系8614Fを使用し、装飾類も同年度と共通していた。2008年10月時点では広告は撤去されたが、帯色はそのままである。
運行形態は2006年度と同一であった。

### 2009年度 - 2012年度（田園都市線・東京メトロ半蔵門線・東武伊勢崎線・東武日光線）

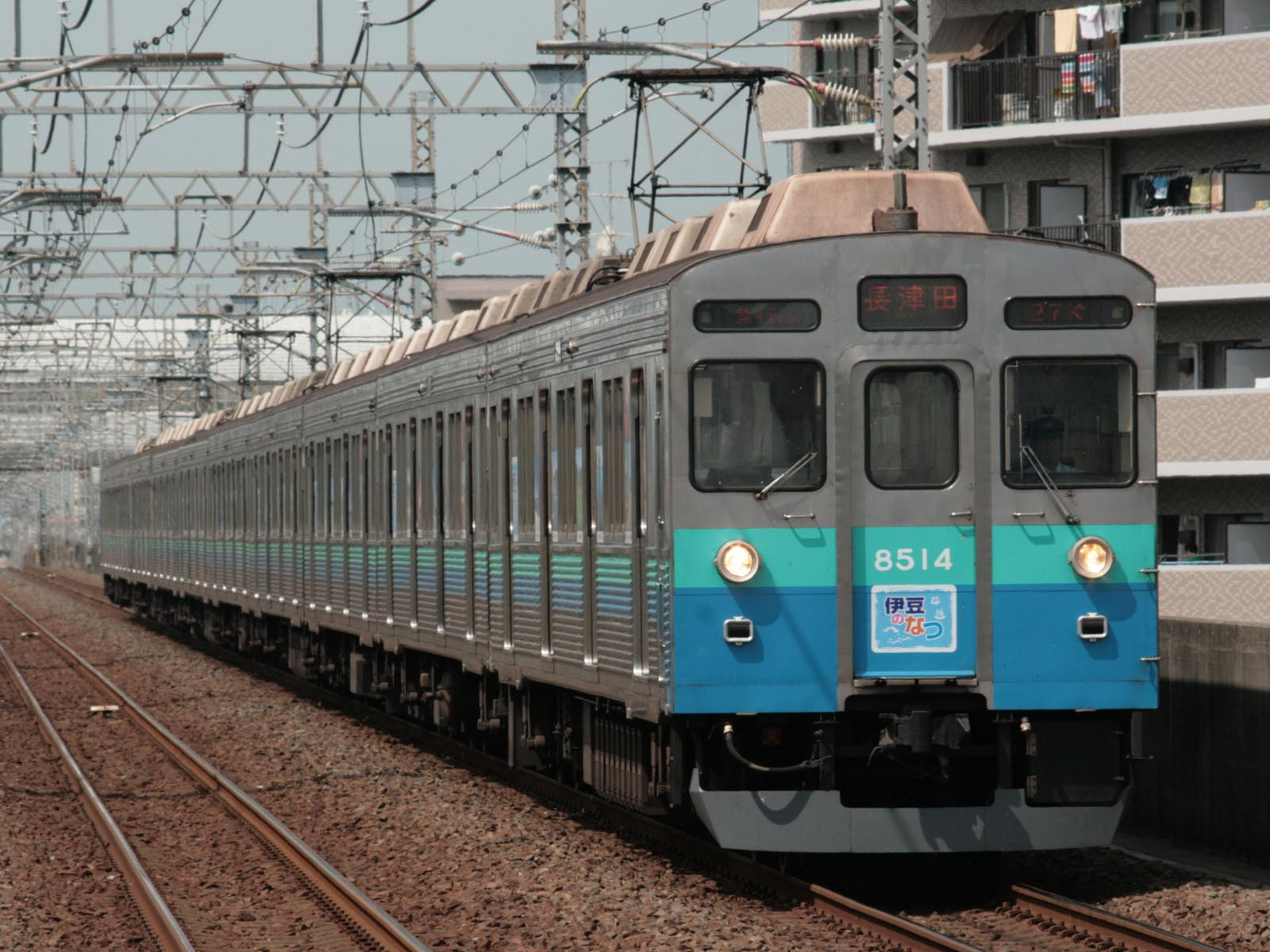
2012年度の「伊豆のなつ号」（2012年8月29日 松原団地駅）

2009年度から2012年度の間も田園都市線で運行されていた。車両も同じく8500系8614Fを使用し、装飾類も共通していた。
その後、2009年12月12日から2010年4月4日までの間は従来にはなかった「早春の伊豆号」と称して運行されていた。側面は冬から春にかけての観光地の様子が写されたステッカーが貼られ、前面にも「早春の伊豆」と表記された桃色系のステッカーが貼られていた。
2012年度をもって下記の東横線に譲る形になったが、8614Fの帯色は運用終了までそのままであった。

### 2013年度（みなとみらい線.東横線・東京メトロ副都心線・東武東上線・西武池袋線）
8年ぶりに東横線で運行された。車両は5050系5175Fが使用され、初の5000系列による運行となった。帯は通常のままだが、側面に現地の写真が貼られ、ヘッドマークはShibuya Hikarie号などと同じ円形のものが掲示された。
2013年8月頃から9月までこの装飾であった。
なおこの年は東急からの公式リリースは発表されていない。